# Benjamin Zephaniah
Benjamin Obadiah Iqbal Zephaniah (15. dubna 1958, Birmingham, Spojené království – 6. prosince 2023) byl britský rastafariánský básník (představitel dub poezie), veřejný recitátor, prozaik, dramatik, herec a úspěšný hudebník. Za svůj literární přínos byl v roce 2008 deníkem The Times zahrnut mezi 50 nejvýznačnějších britských poválečných autorů.

## Život
Narodil se v rodině přistěhovalců v obvodové části Birminghamu - Handsworth, kterou pro velkou koncentraci jamajské subkultury nazývá „Hlavním jamajským střediskem Evropy“. Mládí bylo výrazně ovlivněno dyslektickou poruchou, díky čemuž musel navštěvovat specializované vzdělání. Školu opustil ve 13 letech, kdy považoval získané vzdělání za nepřínosné pro svůj život a místo vzdělávacího procesu se pak začal ubírat vlastní cestou poetické tvorby.

### Literární postup
Jeho poetický styl je silně ovlivněn hudebním a poetickým odkazem Jamajky, k níž je autor vázán svými rodinnými kořeny ze strany matky. Zároveň je jeho autorský projev protkán myšlenkami tzv. „uliční politiky“. Poprvé se veřejně poeticky projevil na půdě lokálního kostela už v 10 letech, aby následně sklízel prvotní autorské úspěchy coby kvalitní básník a rétor vyjadřující se poeticky k aktuálním společenským otázkám a tématům vztahujícím se jak k situací v domovské zemi, tak i na mezinárodní scéně.
Přestože byl autorsky doceněn především africko-karibskou a asijskou komunitou Handsworthu, stalo se mu rodné obvodní město nedostatečným prostorem k autorskému rozletu a tak se svým poetickým projevem začal soustřeďovat kromě kázání o utrpení negroidní menšiny i na širší vrstvy společnosti. Prvotní básnická sbírka Pen Rhythm (1980) spatřila světlo světa zásluhou malého londýnského nakladatelství Page One Books, které podporovalo skupinu autorů úzce spjatých s myšlenkami komunity. Díky nové revoluční vlně, jež dub poezie vmísila do tehdejší konvenční literární produkce docílil Zephaniah bleskového úspěchu a ocenění u mnoha vydavatelů, jež autorovu tvorbu původně zavrhli. V době společenských protestů proti zákonu SUS (zpátečnická bezmezné právo obvinit a zatknout jakéhokoliv člověka z pouhého podezření) se stává ústřední britský představitel dub poezie jedním z mediálně nejvíce profanovaných uměleckých osobností a autorova poetická vystoupení se pravidelně objevují jako součást hlavních vysílacích kanálů. Za primární životní cíl si vytyčil zpopularizovat poetickou tvorbu u současné společnosti, jíž byla poezie inovativně zprostředkována ve zcela odlišném duchu než pod podle v původním upadajícím záměru akademických a zřizovatelských institucí.
Svou druhou poetickou sbírku The Dread Affair: Collective Poems (1985) se výrazně kriticky obrací k nastolenému právnímu systému v tehdejší Velké Británii. Své zážitky z interakce s okupovanými částmi palestinského území pak shrnul v následující sbírce Rasta Time in Palestine (1990).
Průběh 90. let představoval pro Benjamina Zephaniaha ještě rozsáhlejší popularitu přesahující hranice rodné země. Začal podnikat výpravné cesty spjaté s veřejnými básnickými přednesy v odlišných koutech světa jako např. Jihoafrické republice, Zimbabwe, Pákistánu, Indii nebo Kolumbii. Prostřednictvím jednotlivých vystoupení se snažil dále šířit hodnoty ústní tradice a v průběhu 22 dní roku 1991 se mu dokonce podařilo postupně přednést své umělecké myšlenky na půdě všech světových kontinentů
Inspirativním literárním zdrojem se Zephaniahovi stal pobyt v úřední kanceláři radikálního právníka Michaela Mansfielda QC, kde byl přítomen i vyšetřování a rozsouzení krvavého případu Bloody Sunday, z čehož posléze čerpal pro svou poetickou sbírku Too Black, Too Strong (2001). Básně opěvující kulturní diverzitu nastolenou v Británii na přelomu tisíciletí šířeji rozvádí ve sbírce We are Britain (2002).
Za průkopnický počin v autorově literární práci se stal v roce 1999 román Face, který představoval první ze čtveřice prozaických děl cílených na teenagerské čtenářské obecenstvo. Ústředním tématem se stává myšlenka, že kterýkoliv dospívající hoch může rád číst, pokud se dostane ke knize, která je mu určitým způsobem blízká. Zephaniah prostřednictvím realistického zobrazení života teenagerů se snaží důrazně poukázat nejenom na fakt, že dospívající lidé mají ve svých hlavách zcela jasno, jak budou v životě dále pokračovat. Ale zároveň se snaží obsahem románů oslovit i pochybovačné rodiče a dospělé, kteří snadno a velmi rychle zapomínají na období vlastního dospívání a rozhodování.
U vrstev začínajících literátů se Benjamin Zephaniah pro svou tematickou blízkost a čtivost stal klíčovou inspirativní osobností, která podnítila nejenom vstup do světa poezie novým veřejným poetickým recitátorům, ale svou hudební podukcí podnítil i spoustu začínajících rappových umělců na přelomu 70.–80. let. Jako jeden z mála si udržel po desetiletí trvalou prestiž a oblíbenost, která do současných dní nadále posiluje.

#### Vliv veganství
Jakožto zanícený vegan mnohé ze svých poetických děl zasvětil zvířecím postavám. Na rozdíl od ostatních literárních prací spjatých se zvířecí tematikou však jednotlivé živé tvory autor nezobrazuje jako šťastná a vždy usměvavá stvoření, ale svůj obraz života přírody umělecky ztvárňuje jako tíživé chvíle čekání na polapení a následné vyvraždění nebo jako ztrátu domovského teritoria násilným odsunem.
Dodnes působí jako čestný patron společnosti The Vegan Society, VIVA (Vegetarians' International Voice for Animals) a EVOLVE! Campaigns představující anti rasistickou organizaci pod vedením Newham Monitoring Project, s nimiž se Zephaniah podílel na videu kriticky se stavícímu k politický represím ze strany Olympijského výboru (2012). Dodnes působí i jako advokát zvířecích práv a svobod.

#### Tvorba pro děti
Benjamin Zephaniah se kromě světově úspěšných a uznávaných veřejných poetických vystoupení výrazně zapsal do povědomí společnosti jako autor knížek dětské poezie. Za titul s okamžitým veřejným ohlasem lze považovat sbírku básní pod názvem Talking Turkeys (1995), jež musela jít do okamžitého dotisku po 6 týdnech od prvního vydání. Téměř nikdo z literární kritiky neodhadoval bleskový úspěch konkrétní sbírky, která se nečekaně vyšvihla do nejvyšších hodnotících pater literární dětské produkce, kde vydržela po další dlouhé měsíce.

#### Ocenění
Za svůj dosavadní život získal Benjamin Zephaniah 16 čestných doktorátů (University of North London, University of Central England, Staffordshire University,..) Veřejnoprávní televizní stanicí BBC byl ověnčen cenou BBC Young Playwright's Award. Nemocnice Eiling Hospital v západním Londýně nechala po autorovi pojmenovat křídlo budpvy na důkaz uznání hodnoty autorovy tvorby. Zephaniahovo životní přesvědčení tkví v tom, že tvorba zaměřená na lidská a zvířecí práva nebo politické procesy neztrácí dodnes na podstatě a proto se do dnešních dnů aktivně věnuje poetickému veřejnému vystupování, v němž rozebírá aktuální společenská a politická témata. Přestože nyní působí spíše na asijském kontinentů (Peking), podniká zároveň pravidelné výpravy do Afriky a Jižní Ameriky.

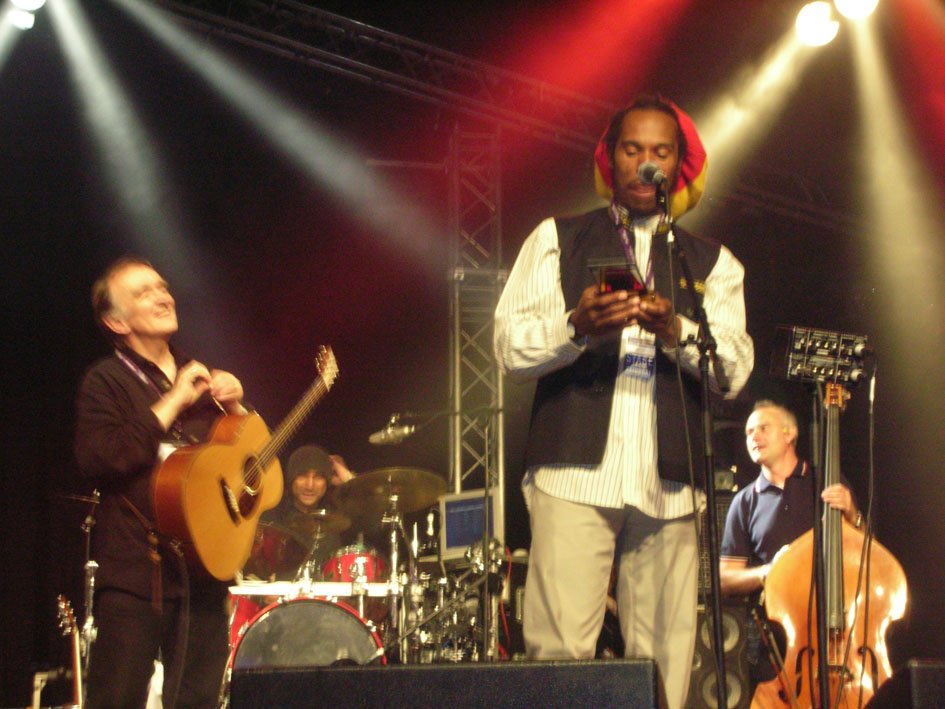
Převzetí ceny Hancock na Cambridge Folk Festival v roce 2008 společně s Martinem Carthym

### Hudební kariéra a úspěchy
Autorova hudební produkce spjatá s vlastní kapelou „The Benjamin Zephaniah Band“ se dostala do širšího povědomí světové populace než samotná literární tvorba. Hlavním oficiální fanklub byl zřízen v Malawi a za výrazný úspěch v hudebních hitparádách lze považovat první místo v tehdejší Jugoslávii, kde byla zároveň vydána debutová deska Rasta (1982) zásluhou Mariborského vydavatelství Helidon label. Benjamin Zephaniah se stává přelomovým hudebním producentem jamajského odkazu, když jako první osobnost po smrti Boba Marleye spolupracuje s historicky nejúspěšnější jamajskou kapelou The Wailers. Na důkaz vyznání úcty Nelsonu Mandelovi pak vydávají společnou hudební prvotinu Free South Africa (1986) v samotném nahrávacím studiu jamajské hudební legendy v Kingstonu (Marley's Tuff Gong Studio). K Mandelovi se konkrétní skladba dostala ještě v průběhu vězeňského pobytu na ostrově Robben a po propuštění ihned navázal se Zephaniahem přátelský kontakt, který měl za následek pozvání k účastí na 2 národních koncertech konaných v Royal Albert Hall na oslavu zvolení do politického čela Jihoafrické republiky. Zároveň byl Benjamin Zephaniah požádán o spolupráci s jihoafrickými dětmi.
Převážná většina z dosavadní hudební produkce se dá žánrově přiřadit do reggae a dub poetiky až na výjimku v podobě nejnovějšího alba Naked, které se staví mimo žebříček jednolité hudební formy. Multižánrové CD, na němž se výrazně podílí i legendární bubeník Trevor Morais společně s různorodými hudebními nositeli jako např. Howard Jones, Rupert Haeven nebo Mike Cahen představuje směsici jazzu, reggae, hip hopu, rocku a house. K popisovanému albu je zároveň přiložena brožura jednoho z nejvýraznějších osobností londýnských streetartových umělců, Banksyho, jenž svolil vytvořit 36 strannou doplňkovou přílohu vybraných maleb. Album bylo pozitivně přijato veřejnou kritikou a dostalo se brzy do éteru většiny světových radiových stanic.

## Dílo

### Poezie
- Pen Rhythm (1982)
- The Dread Affair: Collected Poems (1985)
- City Psalms (1982)
- Rasta Time in Palestine (1990)
- Inna Liverpool (1992)
- Talking Turkeys (1995)
- Propa Propaganda (1996)
- Funky Chickens (1997)
- School's Out: Poems Not for School (1997)
- Funky Turkeys (audiokniha) (1999)
- White Comedy
- Wicked world! (2000)
- Too Black, Too Strong (2001)
- The Little Book of Vegan Poems (2001)
- Reggae Ahead (audiokniha)

### Romány
- Face (1999)
- Refugee Boy (2001)
- Gangsta Rap (2004)
- Teacher's Dead (2007)
- Terror Kid (2014)